# Terebellides mundora
Terebellides mundora är en ringmaskart som beskrevs av Anne D. Hutchings och Peart 2000. Terebellides mundora ingår i släktet Terebellides och familjen Trichobranchidae. Inga underarter finns listade i Catalogue of Life.